# Matador Mountain
La Matador Mountain è una prominente montagna antartica, alta 1.950 m, situata sul fianco meridionale della bocca del Ghiacciaio Gallup, nel punto in cui quest'ultimo confluisce nel Ghiacciaio Shackleton, nei Monti della Regina Maud, in Antartide. 
La denominazione è stata assegnata dal geofisico F. Alton Wade, capo della Texas Tech Shackleton Glacier Expedition (1962–63), la spedizione antartica della Texas Tech University al Ghiacciaio Shackleton, in quanto Matador era il nome della squadra di atletica dell'allora Texas Technological College (oggi diventato la Texas Tech University) e tutti e tre i membri del gruppo geologico della spedizione erano affiliati a quel collegio.